# Tmemophlebia xanthotibia
Tmemophlebia xanthotibia är en tvåvingeart som beskrevs av Hall och Neal L. Evenhuis 2004. Tmemophlebia xanthotibia ingår i släktet Tmemophlebia och familjen svävflugor.
Artens utbredningsområde är Minnesota. Inga underarter finns listade i Catalogue of Life.